# Registre national des lieux historiques dans le comté de Madera

Localisation du comté de Madera en Californie

Ceci est la liste des lieux historiques inscrits sur le registre national dans le comté de Madear en Californie.
C'est censé être une liste exhaustive des propriétés et des districts des  lieux historiques du registre national dans le comté de Madera, en Californie. Les coordonnées de latitude et longitude sont fournies pour la plupart des propriétés et les districts du registre national ; ces localisations peuvent être aperçues sur Google Map.
Il y a 4 propriétés et districts répertoriés sur le registre national dans le comté.

## Liste actuelle
| Position | ID       | Type | Nom                                                 | Localisation                     | Ville                             | Date d'inscription | Image | Coordonnées                          | Description |
| -------- | -------- | ---- | --------------------------------------------------- | -------------------------------- | --------------------------------- | ------------------ | ----- | ------------------------------------ | ----------- |
| 1        | 14000406 | NRHP | Buck Camp Patrol Cabin                              | Jct. of Buck Cr. & Buck Camp Tr. | Yosemite                          | 18 juillet 2014    |       | 37° 33′ 47″ nord, 119° 29′ 23″ ouest |             |
| 2        | 16000473 | NRHP | Devils Postpile Cabin Site                          | Adresse restreinte               | Devils Postpile National Monument | 18 juillet 2016    |       |                                      |             |
| 3        | 15000859 | NRHP | Devils Postpile National Monument Ranger Cabin (en) | Minaret Summit Rd.               | Devils Postpile National Monument | 8 décembre 2015    |       | 37° 37′ 49″ nord, 119° 05′ 05″ ouest |             |
| 4        | 71000162 | NRHP | Madera County Courthouse (en)                       | 210 W. Yosemite Ave.             | Madera                            | 3 septembre 1971   |       | 36° 57′ 34″ nord, 120° 03′ 39″ ouest |             |